# 司马苞
司马苞（？—115年），表字仲成，山阳郡（今山东省金乡县西北）人，东汉政治人物。

## 生平
司马苞官至大司农。漢安帝元初元年（114年）九月初七，太尉李修免职，九月十三，司马苞被任命为太尉。司马苞布衣粗食，妻儿不入官舍，司徒杨震被宦官樊丰陷害，连同他一起恶意中伤，他屡次请求回归乡里。元初二年（115年）六月初二，司马苞去世。
七月廿八，马英被任命为太尉。